# 南国の肌
『南国の肌』（なんごくのはだ）は、1952年（昭和27年）に公開された日本映画。制作は木曜プロ。配給は東宝。モノクロ、スタンダード。
原作は福田清人の小説『花のある処女地』。鹿児島県を舞台に農地改革を題材としている。善悪の対立を主軸に、ラブロマンスを織り交ぜた内容は、監督の本多猪四郎が後に手掛ける特撮映画に通ずる要素とされる。
台風や山崩れのシーンは、円谷英二が特撮を担当。後に『ゴジラ』などを手掛ける本多と円谷は、本作品で初めて監督と特殊技術としてタッグを組んだ。
後年のインタビューで本多は、本作品を自身が手がけた作品の中で印象深いものの一つに挙げている。

## キャスト
- 大野覚三（東京労研地質研究員）：伊豆肇
- 高山尚一郎（東京労研地質研究員）：春日俊二
- 三浦貞枝（東京労研医師）：藤田泰子
- 研究所所長：志村喬
- 那須ケイ子：利根はる恵
- 野中敬三（ブローカー）：小杉義男
- 宇川次作：牧壮吉
- 小野寺婆さん：三好栄子
- 貞枝の叔父：深水吉衛
- 元村公美：岡田龍蔵
- 後藤俊平：藤原釜足
- 俊平の妻みよ：馬野都留子
- 那須定一：山本廉
- 甲斐五郎：大塚秀男
- 三平：柳谷寛
- 村長：八代敬
- 堤康久
- 河崎堅男
- 勝本圭一郎
- 安芸津融
- 堺左千夫
- 川越一平

## スタッフ
- 製作：大橋公威
- 原作：福田清人 「花ある処女地」
- 音楽：芥川也寸志
- 撮影：川村清衛
- 美術：渡辺明
- 録音：西川善男
- 照明：近藤兼太郎
- 助監督：筧正典
- 脚本・監督：本多猪四郎